# Hemisturmia flavipalpis
Hemisturmia flavipalpis là một loài ruồi trong họ Tachinidae.